# Ninnananna (film)
Ninnananna (Колыбельная) è un film documentario del 1937 diretto da Dziga Vertov.